# Francesco Protonotari
Francesco Protonotari (Santa Sofia di Romagna, 28 agosto 1831 – Firenze, 30 marzo 1888) è stato un economista e editore italiano, fondatore della rivista Nuova Antologia.

## Biografia
Laureato in giurisprudenza all'Università di Siena nel 1854, entrò nello studio Galeotti dove conobbe Cosimo Ridolfi, Gino Capponi e Bettino Ricasoli.
Docente di Economia all'Istituto agrario di Firenze, quindi di Economia politica all'Università di Pisa, qui rimase fino a quando fu trasferito, per la stessa cattedra, all'Università di Roma "La Sapienza".
Una delle sue opere principali è la relazione generale dell'Esposizione nazionale tenutasi a Firenze nel 1861. Tale manifestazione, della quale Protonotari fu uno dei segretari, fu organizzata allo scopo di riequilibrare il rapporto tra gli interessi localistici e quelli nazionali e favorire confronto e i commerci.
Nel gennaio del 1866 a Firenze fondò, presso l'editore Le Monnier, la Nuova Antologia che diresse fino alla morte. Nell'editoriale del primo numero Protonotari evidenziò come la nuova rivista si ispirasse largamente agli ideali della Antologia di Giovan Pietro Vieusseux, definendola "impresa non meno civile che letteraria". Il primo articolo, firmato da Danilo Comparetti, aveva il titolo Virgilio nella tradizione letteraria fino a Dante. Nel 1878 la direzione fu trasferita a Roma e la rivista da trimestrale fu trasformata in quindicinale.
Sotto la sua direzione la Nuova Antologia ospitò interventi di letterati, scienziati e artisti, mantenendo un taglio divulgativo e letterario, più che accademico. Vi scrissero tra gli altri: Gino Capponi, Isidoro del Lungo, Terenzio Mamiani, Cristina di Belgioioso, Edmondo de Amicis, Marco Tabarrini, Giovanni Battista Donati e Carlo Matteucci. Tra i temi trattati la meccanica, la finanza, l'economia politica e la pittura.
Morì a Firenze il 30 marzo 1888 dove era tornato da Roma per una convalescenza. È sepolto nel Cimitero Monumentale della Misericordia dell'Antella, nel Comune di Bagno a Ripoli (FI).

## Opere
- Francesco Protonotari, Relazione generale / presentata a sua altezza reale il principe Eugenio di Savoia Carignano, Firenze, G.Barbera, 1867, SBN TO00656343.
- Francesco Protonotari, Prelezione al corso d'economia sociale nelle sue relazioni coll'agricoltura : Come i liberi governi influiscano sull'agricoltura e l'agricoltura sui liberi governi, Firenze, Tipografia Le Monnier, 1860, SBN CFI0884545.
- Francesco Protonotari, L'idea moderna della statistica : introduzione al corso di statistica e geografia nella R. università di Pisa, Firenze, Coi tipi di Felice Le Monnier, 1864, SBN TER0008168.
- Francesco Protonotari, Le Trades' Unions e le ultime fasi della questione operaia in Inghilterra, Tip. dei Successori Le Monnier, 1875, SBN UMC0927882.
- Francesco Protonotari, Discorso per la inaugurazione degli studi nella R. Università di Roma pronunciato il 6 novembre 1878, Roma, Tipografia Barbera, 1880, SBN UMC0975065.
- Biblioteca Comune di Empoli, su comune.empoli.fi.it. URL consultato il 19 febbraio 2017 (archiviato dall'url originale il 7 gennaio 2009).